# Bobea sandwicensis
ʻAhakea hoặc Bobea sandwicensis (tên tiếng Anh: Hawaiʻi Dogweed) là một loài thực vật có hoa thuộc họ coffee, Rubiaceae, là loài đặc hữu của Hawaiʻi.